# Спасо-Заозерье
Спасо-Заозерье — село в Зуевском районе Кировской области, входит в состав Чепецкого сельского поселения.

## География
Село расположено в 12 км на восток от центра поселения посёлка Чепецкий и в 30 км на северо-восток от райцентра Зуевки.

## История
В церкви села Заозерье Слободского уезда имеются копии «памяти» о построении церкви в 1651 году. В том же сборнике имеется вторая грамота от 29 октября 1686 года, в которой сказано «били челом Чепецкого стану с Озорянки речки староста Митька Князев и приходские люди, подали челобитную, в которой сказано: 5 окт 1686 года ночною порой на том погосте от перенагрева сгорела Спасская церковь со всей церковной утварью». Дальше архиепископ Иоана разрешил жителям прихода лес ронять и на старом месте строить деревянную церковь. По переписи 1763 года в селе числилось 14 мужчин. В конце 18 века через село был проложен тракт Слободской — Глазов, но и на этот раз село не стало расти. Иные деревни выросли в связи строительством тракта до 40 дворов, а Спасо-Заозерье все оставалось лишь поповским поселением.
Начало 19 века ознаменовалось для села постройкой каменной церкви. Грамота на построение была выдана 24 марта 1816 года. В грамоте было сказано «Слушав мы поданное прошение от священника Ивана Соснина села Заозерье Спасской церкви Слободской округи о дозволении вместо деревянной, приходящей в ветхость, построить в оном селе вновь каменную». Разрешающая грамота была выдана. Церковь строилась неспешно. Только через 18 лет с 1834 года, стала она действующей. Холодная церковь была освящена в мае 1849 года в честь Нерукотворного Образа Спасителя, в теплой церкви имелось два придела — в честь Святых Апостолов Петра и Павла и во имя Святой Великомученницы Екатерины. Церковь получилась красивой, проработала до 1940 года. В селе было открыто земское училище. С того времени на всю земскую округу село стало единственным культурным центром. Много крестьян, получивших в этой школе начальное семилетнее образование. В конце XIX — начале XX века село входило в состав Сезеневской волости Слободского уезда. В списках населённых мест 1859—73 годов в селе числилось 3 двора. По переписи 1926 года в селе числилось 11 хозяйств, Спасо-Заозерница являлась центром сельсовета в состав Сезеневской волости. С 1929 года село — в составе Зуевского района. С 1998 года село — в административном подчинении посёлка Чепецкий.

## Население
| 1710 | 1763 | 1873 | 1891 | 1905 | 1926 | 1950 |
| ---- | ---- | ---- | ---- | ---- | ---- | ---- |
| 8    | ↗28  | ↘14  | ↗35  | ↘24  | ↗26  | ↗45  |
| 1989 | 2002 | 2010 |      |      |      |      |
| ↘5   | ↗8   | ↘2   |      |      |      |      |

## Достопримечательности
В селе имеется недействующая церковь Спаса Нерукотворного Образа (1834).